# San Salvador de Toló

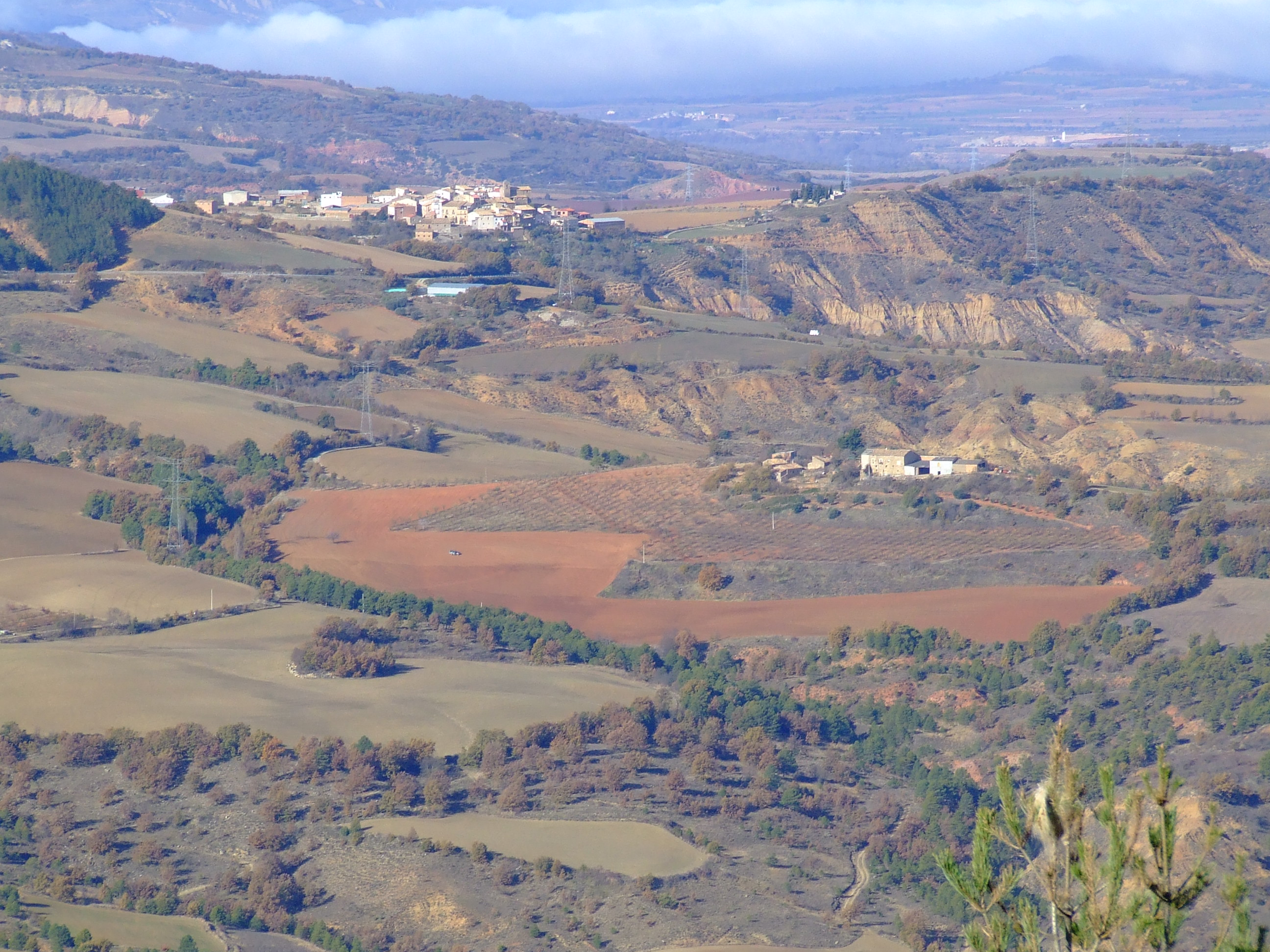
Paisaje con la población de San Salvador de Toló al fondo de la imagen.

San Salvador de Toló es una villa del municipio de Gavet de la Conca en el Pallars Jussá. Había sido cabeza del término municipal de su mismo nombre hasta 1970, cuando, con los también entonces municipios de Aransís y Sant Serni formaron el nuevo término municipal de Gavet de la Conca. En 1937, dentro del movimiento general de rechazo de los nombres de santos para designar las poblaciones catalanas, este municipio se llamó Villa de Tolón.

## Etimología
El nombre de San Salvador se debe a la advocación de la parroquia de la villa. Tolón procede del nombre del castillo alrededor del cual se formó el antiguo municipio.
Según Joan Coromines, el étimo íbeo Tol es el origen del topónimo Tolón. Se trata, pues, de uno de tantos topónimos de la comarca que proceden del sustrato de la lengua catalana.

## San Salvador
Se encuentra la población situada a 787 m. altitud está cerca del extremo norte de su antiguo término, y del noreste de la actual de Gavet de la Conca, a los pies de la vertiente septentrional de la Sierra de la Campaneta. Cerca de él nace el Barranco de Canalís, afluente por la izquierda del río de Conques.

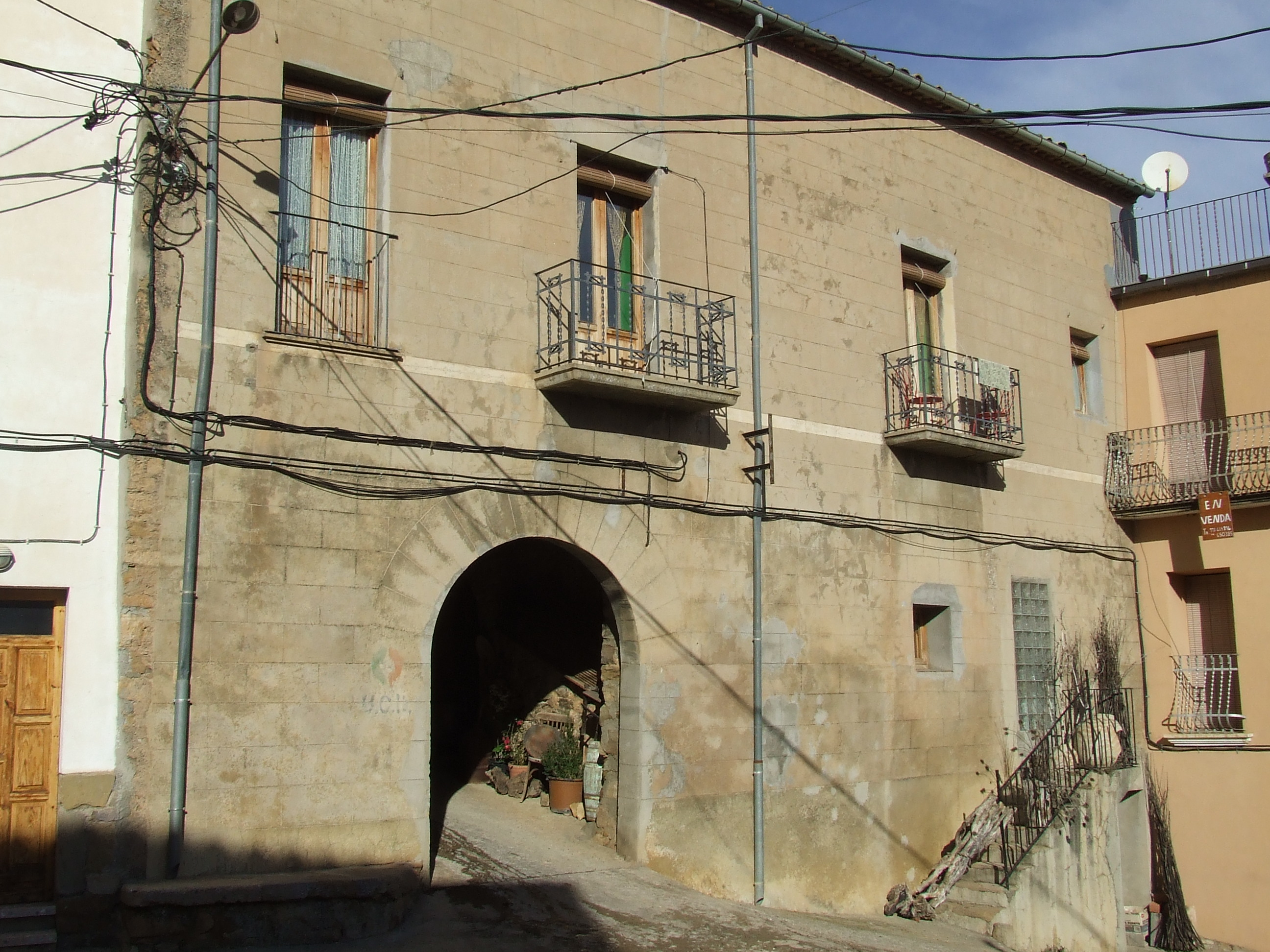
Puerta principal de acceso al recinto de la villa.

Está compuesta básicamente de dos sectores, uno de ellos en el entorno del casco antiguo, con restos de la muralla que cercaba la villa, constituida por las mismas casas que rodean la plaza central (se trataba, por tanto, de una villa cerrada), y el otro a pie de carretera, que pasa 300 m al suroeste. Este último se llama la Carretera. En un ruedo de aproximadamente un kilómetro hay, todavía, algunas de las casas dispersas que acaban de redondear la villa: Casa Grau, Casa de Pedro Juan y otras, entre ellas algunas explotaciones porcinas.
La villa está en el valle del río de Conques, en la parte media de su curso, ya cerca de la zona donde está la villa de Isona y Conca Dellá.
Centra la villa la iglesia parroquial de san Salvador, que da nombre a la villa y al término. Dependían Toló y Mata-solana. En la actualidad, la parroquia de San Salvador de Toló depende de la de Gavet. Los sacerdotes que la llevan forman parte del equipo que atienden los extensos municipios de Gavet de la Conca y Tremp. Tienen la residencia en la rectoría de Tremp.

## Historia
El antiguo término de Sant Salvador de Toló ha dado a nuestra historia todo de muestras interesantes de poblamientos pretéritos: botones y cerámicas de la Edad de Bronce en la Cueva de los Mosquitos, en la Sierra del Cucuc, cerca de Can Corralot; campo de urnas en tres estratos superpuestos en la Cueva Negra de Mata-solana; cuchillos de sílex en L'Espluga Negra, también cerca de Mata-solana; cerámica prehistórica a la Cueva de Guerra, y todo un taller de sílex en el Hostal Roig, en medio del camino que desde ese lugar lleva a la Portella Blanca y Rúbies.

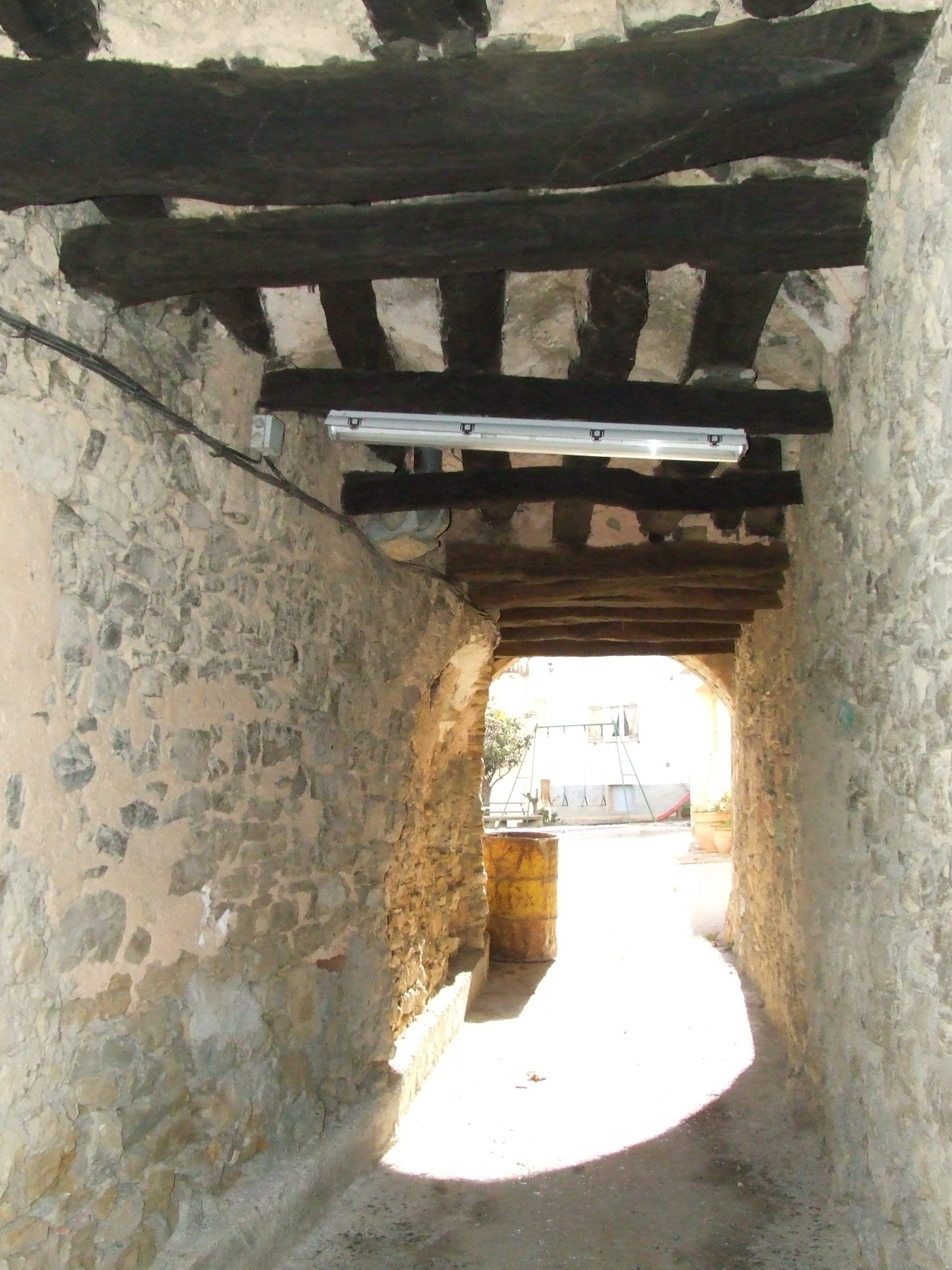
Uno de los pasos en el cercado de la villa.

El origen de la villa, hay que ir a buscarlo en el castillo de Toló, que fue uno de los castillos conquistados o fundados por Arnau Mir de Tost para el Conde de Urgel, pero que en los pactos con el de Pallars pasó a jurisdicción pallaresa. Hay que tener en cuenta que la hija de Arnau Mir de Tost, Valença, se casó con el conde de Pallars Jussá. El de Tost legó el castillo de Toló a su hija y a su nieto Arnau, que más tarde sería conde de Pallars Jussá, en su testamento del 1071.
La iglesia de San Salvador de Toló fue la parroquia civil del castillo de Toló, erguida en un lugar más llano y conocimiento que el castillo que fue el origen. Sustituyó la primitiva parroquia, con sede en la iglesia del castillo.
En 1359 la villa constaba de 16 fuegos (unos 80 habitantes), y pertenecía al Vizconde de Vilamur. Experimentó un progresiva crecimiento, ya que en 1718 constan 240 habitantes, en todo el término. En 1831 le constan 624.
Poco antes del 1845, San Salvador de Toló recibió la visita de los colaboradores de Pascual Madoz, el cual, en su Diccionario geográfico 

..., publicados ese año, dice lo siguiente, de esta villa: está situada en la vertiente de una montaña llamada el Tossal, sobre un pequeño llano, resguardado por la misma montaña de los vientos de levante y mediodía. El clima es sano, pero en esta villa, sufrían de inflamaciones. Hay 96 casas, 60 de las cuales ocupan la villa, y las 36 restantes están repartidas por el término. Tiene casa de la villa, prisión en estado ruinoso, una fuente de piedra y una fuente al lado llamada la Font Vella, y un gran pozo en medio cuarto ponente.

Forman parte de su término el pueblo de Montadó (actualmente dentro del término vecino de Isona y Conca Dellá), y las caserías de María de Castellnou, Perolet de la Merca (por Merea, el Mas de Guillermo, Toló, Mata-solana, la Ferreria, Presquiró y  Purredó. Menciona las capillas rurales de Matasolana, Merca, Perolet y Castellnou, y una iglesia, la de San Vicente de Tolón, que había sido parroquial. Menciona la presencia de cementerio y pila bautismal en las capillas de las Marias de Guillén y Perolet. Habla también del Hostal Roig y la capilla cercana de Santa Ana, además de una antigua torre derruida en aquel lugar, y del santuario de la Virgen del Buen Reposo. Finalmente, en San Salvador de Toló hay 102 vecinos (cabezas de familia) y 545 almas (habitantes).

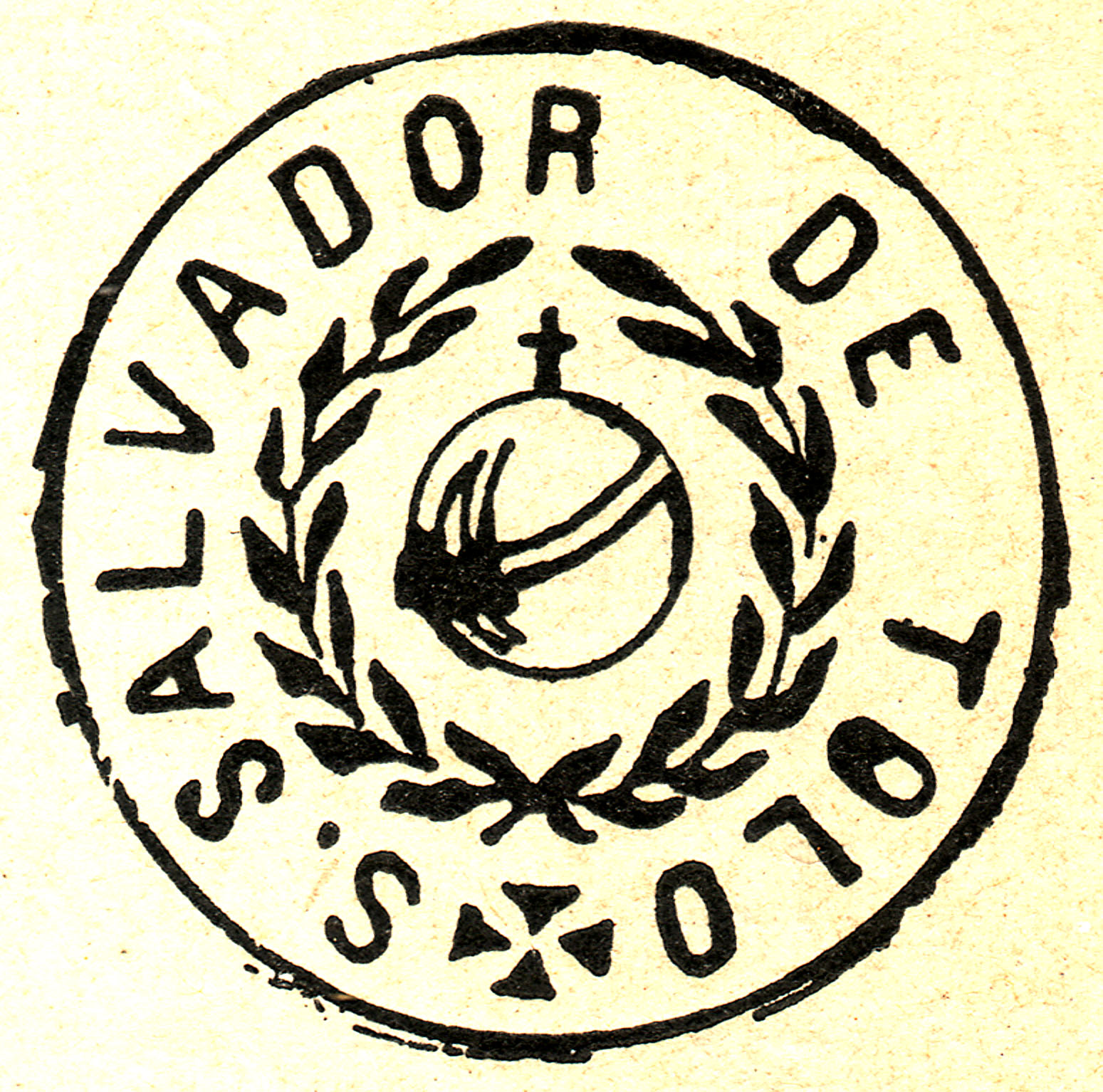
Escudo municipal de San Salvador de Toló, durante el año 1900.

En 1860 San Salvador de Toló tenía 842 habitantes (el máximo en toda la historia). El 1900 son 590, los habitantes censados, que van bajando progresivamente: 425 el 1930, 321 en 1960, 222 en 1965, 141 (117 en la villa) en 1970 y 113 (100 en la villa) en 1981. En 2006 son 71, 60 de ellos en San Salvador de Toló, 8 en Mata-solana, 2 en Tolón y 1 en Perolet. El resto de núcleos permanecen despoblados.
A principios del siglo XX constan en la villa de San Salvador de Toló 315 habitantes, en 134 edificios. En este momento el señorío está en manos de los Condes de Pallars, que se habían hecho con el Vizcondado de Vilamur.
Había pertenecido a la Veguería de Pallars, pasando después de la Guerra de Sucesión a formar parte del Corregimiento de Talarn. Hasta el último tercio del siglo XX tenía servicio de Guardia Civil y escuelas de chicos y chicas. Actualmente la escuela permanece cerrada, y los chicos y chicas del lugar tienen transporte escolar para ir a seguir sus estudios en Tremp.